# Dameligaen
Dameligaen er navnet på den bedste basketballliga for damer i Danmark. Dameligaen står for afvikling af Danmarksmesterskabet for damer i basketball. Ligaen har været en selvstændig juridisk enhed siden 2001. SISU er den mest vindende klub, med 20 Danmarksmesterskaber, senest i 2014.

## Holdene i Dameligaen
| Hold                  | By        | Arena               | Head Coach    |
| --------------------- | --------- | ------------------- | ------------- |
| Hørsholm 79ers        | Hørsholm  | Fire Arena          | Jesper Krone  |
| Lemvig Basket         | Lemvig    | Vestjysk BANK Arena | Peter Jensen  |
| SISU                  | Gentofte  | Gentofte Sportspark | Todd Anthony  |
| Stevnsgade Superwomen | København | Nørrebrohallen      | Hrannar Holm  |
| Virum Basketball Klub | Virum     | Virumhallerne       | Kim Rasmussen |
| Værløse Basket        | Værløse   | Søndersøhallen      | Anja Andersen |

## Danmarksmestre siden 1958
| Sæson   | Vinder             | Sæson   | Vinder         | Sæson   | Vinder         | Sæson   | Vinder                | Sæson   | Vinder   | Sæson   | Vinder   |
| ------- | ------------------ | ------- | -------------- | ------- | -------------- | ------- | --------------------- | ------- | -------- | ------- | -------- |
| 2016-17 | Virum GO Dream (3) | 2006-07 | Hørsholm (5)   | 1996-97 | Aabyhøj IF     | 1986-87 | SISU (12)             | 1976-77 | SISU (6) | 1966-67 | Intet DM |
| 2015-16 | Virum GO Dream (2) | 2005-06 | Hørsholm (4)   | 1995-96 | Hørsholm       | 1985-86 | Horsens IC            | 1975-76 | SISU (5) | 1965-66 | Intet DM |
| 2014-15 | Hørsholm 79ers (8) | 2004-05 | Hørsholm (3)   | 1994-95 | BK Amager (3)  | 1984-85 | SISU (11)             | 1974-75 | SISU (4) | 1964-65 | Intet DM |
| 2013-14 | SISU (20)          | 2003-04 | Hørsholm (2)   | 1993-94 | BK Amager (2)  | 1983-84 | SISU (10)             | 1973-74 | SISU (3) | 1963-64 | Intet DM |
| 2012-13 | SISU (19)          | 2002-03 | BF Copenhagen  | 1992-93 | Horsens IC (2) | 1982-83 | SISU (9)              | 1972-73 | Falcon   | 1962-63 | Intet DM |
| 2011-12 | SISU (18)          | 2001-02 | BMS Herlev     | 1991-92 | SISU (15)      | 1981-82 | SISU (8)              | 1971-72 | SISU (2) | 1961-62 | Intet DM |
| 2010-11 | SISU (17)          | 2000-01 | Aabyhøj IF (2) | 1990-91 | Falcon (2)     | 1980-81 | SISU (7)              | 1970-71 | SISU     | 1960-61 | Intet DM |
| 2009-10 | Hørsholm 79ers (7) | 1999-00 | Falcon (4)     | 1989-90 | SISU (14)      | 1979-80 | Virum Basketball Klub | 1969-70 | Intet DM | 1959-60 | Intet DM |
| 2008-09 | BK Amager (4)      | 1998-99 | Falcon (3)     | 1988-89 | BK Amager      | 1978-79 | USG (3)               | 1968-69 | Intet DM | 1958-59 | FIF      |
| 2007-08 | Hørsholm (6)       | 1997-98 | SISU (16)      | 1987-88 | SISU (13)      | 1977-78 | USG (2)               | 1967-68 | Intet DM | 1957-58 | USG      |

## Kåringer
| Season  | MVP                       | Young Player of The Year  | Coach of The Year | Coach of The Year | Referee of The Year        |
| ------- | ------------------------- | ------------------------- | ----------------- | ----------------- | -------------------------- |
| 2016-17 | Catharina Palm Jensen (2) | Lena Elisabeth Svanholm   | Sam Tamargo       | BK Amager         | Mads Vestergaard Bonde (2) |
| 2015-16 | Olivia Applewhite         | Enna Pahadzic             | Jesper Krone      | BK Amager         | Mads Vestergaard Bonde     |
| 2014-15 | Nathalie Day              | Sarah Mortensen           | Thomas Johansen   | Aabyhøj IF        | Bjørn Kjerulf              |
| 2013-14 | Julie Forster             | Anemone Scheel            | Hrannar Holm (2)  | SISU              | Brian Damgaard (4)         |
| 2012-13 | Emily Hatch (2)           | Maria Steen Jespersen (2) | Johan Enbom       | Hørsholm 79ers    | Brian Damgaard (3)         |
| 2011-12 | Emily Hatch               | Maria Steen Jespersen     | Martin Kjærsgaard | BK Amager         | Brian Damgaard (2)         |
| 2010-11 | Lauren Beckley            | Elisabeth Brynaa Hansen   | N/A               | N/A               | Brian Damgaard             |
| 2009-10 | Catharina Palm Jensen     |                           | Hrannar Holm      | SISU              | Anja Bach Press            |
| 2008-09 | Emilie Ramberg            | Thomas Press              | Aabyhøj IF        |                   |                            |

## Statistical leaders
| Season  | Points                       | Points         | Rebounds                      | Rebounds              | Assists                    | Assists        | Steals                           | Steals                |
| ------- | ---------------------------- | -------------- | ----------------------------- | --------------------- | -------------------------- | -------------- | -------------------------------- | --------------------- |
| 2016-17 | Ciara Monet Andrews (19,5)   | SISU           | Valerie Faith Driscoll (16,0) | Virum GO Dream        | Sarah DeShone (4,4)        | Lemvig Basket  | Jazmine Redmon (2,5)             | SISU                  |
| 2015-16 | Olivia Applewhite (23,0)     | SISU           | Olivia Applewhite (14,9)      | SISU                  | Nikoline Østergaard (5,0)  | Virum GO Dream | Ida Tryggedsson Preetzmann (2,2) | Stevnsgade Superwomen |
| 2014-15 | Nathalie Day (24,6)          | Lemvig Basket  | Nathalie Day (13,6)           | Lemvig Basket         | Marie Dinesen (4,6)        | BK Amager      | Camilla Blands (3,2)             | SISU                  |
| 2013-14 | Maria Steen Jespersen (19,1) | Aabyhøj IF     | Julie Forster (17,4)          | Stevnsgade Superwomen | Marie Dinesen (5,4)        | BK Amager      | Camilla Blands (4,1)             | SISU                  |
| 2012-13 | Alexandra Chili (18,6)       | Værløse Basket | Trenice Jessica Fuller (13,0) | Falcon                | Ivana Udvalieva (4,8)      | Lemvig Basket  | Mallory Moore (3,2)              | Lemvig Basket         |
| 2011-12 | Brittany Bowen (23,6)        | Horsens BC     | Emily Hatch (15,0)            | Lemvig Basket         | Anna Gylling Seilund (4,4) | BK Amager      | Kiki Lund (2,5)                  | SISU                  |
| 2010-11 | Lauren Beckley (21,6)        | Lemvig Basket  | Trenice Jessica Fuller (12,4) | Falcon                | Mie Lindelov Burlin (4,2)  | Lemvig Basket  | Emilie Hesseldal (3,4)           | Aabyhøj IF            |

## All-time rekorder
Siden 2002, opdateret 12/10-2017.
|                  | Player                 | Player | Team                                                                                           |
| ---------------- | ---------------------- | ------ | ---------------------------------------------------------------------------------------------- |
| Points           | Catharina Palm Jensen  | 4024   | 14 sæsoner (Stadig aktiv). BK Amager (2004-2017), SISU (2017-)                                 |
| Rebounds         | Catharina Palm Jensen  | 1673   | 14 sæsoner (Stadig aktiv). BK Amager (2004-2017), SISU (2017-)                                 |
| Assists          | Ivana Udvalieva        | 741    | 10 sæsoner (Stadig aktiv). Lemvig Basket (2007-2008, 2010-), Virum Basketball Klub (2009-2010) |
| Steals           | Camilla Blands         | 557    | 14 sæsoner. SISU (2002-2016)                                                                   |
| Blocks           | Trenice Jessica Fuller | 190    | 3 sæsoner. Falcon (2010-2013)                                                                  |
| 2-points made    | Catharina Palm Jensen  | 1090   | 14 sæsoner (Stadig aktiv). BK Amager (2004-2017), SISU (2017-)                                 |
| 3-points made    | Ivana Udvalieva        | 408    | 10 sæsoner (Stadig aktiv). Lemvig Basket (2007-2008, 2010-), Virum Basketball Klub (2009-2010) |
| Free throws made | Catharina Palm Jensen  | 1097   | 14 sæsoner (Stadig aktiv). BK Amager (2004-2017), SISU (2017-)                                 |
| Turnovers        | Catharina Palm Jensen  | 729    | 14 sæsoner (Stadig aktiv). BK Amager (2004-2017), SISU (2017-)                                 |
| Turnovers        | Ivana Udvalieva        | 729    | 10 sæsoner (Stadig aktiv). Lemvig Basket (2007-2008, 2010-), Virum Basketball Klub (2009-2010) |
| Minutes played   | Catharina Palm Jensen  | 8613   | 14 sæsoner (Stadig aktiv). BK Amager (2004-2017), SISU (2017-)                                 |

## Rekorder
Siden 2002, opdateret 12/10-2017.
|                  | Spiller                    | Spiller | Hold                  | Dato       | Kamp                  | Kamp | Kamp                  | Kamp   |
| ---------------- | -------------------------- | ------- | --------------------- | ---------- | --------------------- | ---- | --------------------- | ------ |
| Points           | Joanna Miller              | 47      | Lemvig Basket         | 01/11-2014 | Hørsholm 79ers        | vs   | Lemvig Basket         | 81:100 |
| Rebounds         | Julie Forster              | 3       | Stevnsgade Superwomen | 08/11-2013 | Stevnsgade Superwomen | vs   | Virum Basketball Klub | 77:54  |
| Assists          | Ivana Kostic               | 16      | Virum Basketball Klub | 25/10-2008 | Virum Basketball Klub | vs   | Aabyhøj IF            | 66:67  |
| Assists          | Tine Freil                 | 16      | BK Amager             | 17/11-2007 | BK Amager             | vs   | Falcon                | 80:59  |
| Assists          | Emma Witkowski             | 16      | Falcon                | 27/11-2004 | Stevnsgade            | vs   | Falcon                | 63:100 |
| Steals           | Cindy Marie Merrrill       | 15      | SISU                  | 11/11-2006 | SISU                  | vs   | Aabyhøj IF            | 92:57  |
| Blocks           | Tina Huff                  | 17      | Horsens Pirates       | 14/02-2009 | Horsens Pirates       | vs   | BK Amager             | 53:74  |
| 2-points made    | Kelly Meredith             | 17      | Aabyhøj IF            | 02/02-2013 | Horsens BC            | vs   | Aabyhøj IF            | 76:86  |
| 2-points made    | Kristine Dalgaard          | 17      | Hørsholm 79ers        | 18/11-2006 | Virum Basketball Klub | vs   | Hørsholm 79ers        | 47:91  |
| 3-points made    | Nicole Ballestero          | 9       | Aabyhøj IF            | 01/02-2015 | SISU                  | vs   | Aabyhøj IF            | 72:80  |
| 3-points made    | Emilie Fogelstrøm          | 9       | Hørsholm 79ers        | 31/01-2017 | BK Amager             | vs   | Hørsholm 79ers        | 88:70  |
| Free throws made | Ida Tryggedsson Preetzmann | 18      | Stevnsgade Superwomen | 15/03-2015 | SISU                  | v    | Stevnsgade Superwomen | 80:69  |
| Free throws made | Cymone Bouchard            | 18      | Glostrup Basket       | 29/03-2005 | Horsens Pirates       | v    | Glostrup Basket       | 65:78  |
| Free throws made | Iben Soltau                | 18      | Stevnsgade            | 22/03-2014 | Hørsholm 79ers        | v    | Stevnsgade            | 81:96  |
| Turnovers        | Ida Mark Krogh             | 16      | Aabyhøj IF            | 05/04-2008 | Aabyhøj IF            | vs   | SISU                  | 85:91  |